# Długa Góra (Wyżyna Częstochowska)
Długa Góra (468 m) – wzniesienie w obrębie wsi Złożeniec w województwie śląskim, w powiecie zawierciańskim, w gminie Pilica. Znajduje się pomiędzy zabudowanymi obszarami miejscowości Ryczów i Złożeniec. W opracowaniach turystycznych lokalizowane jest w Paśmie Smoleńsko-Niegowonickim, w podziale fizyczno-geograficznym Polski według Jerzego Kondrackiego znajduje się na Wyżynie Ryczowskiej wchodzącej w skład Wyżyny Częstochowskiej.
Długa Góra jest porośnięta lasem. U jej północnych podnóży znajduje się należący do Złożeńca przysiółek Siustry. W lesie jest wiele skał, a wśród nich Długa Skała z Półką, która jest obiektem wspinaczki skalnej.
W skałach Długiej Góry są 3 jaskinie: Okap na Długiej Górze, Schronisko na Długiej Górze, Schronisko przy Siustrach.